# Aeroporto regionale di Indianapolis
L'aeroporto Regionale di Indianapolis  (ICAO: KMQJ, FAA LID: MQJ) è un aeroporto pubblico situato nella Contea di Hancock, nello stato dell'Indiana, negli Stati Uniti. È gestito dalla Indianapolis Airport Authority ed è situato a 22 km ad Est dal distretto centrale di Indianapolis. L'aeroporto è anche a 13 km nord-ovest di Greenfield e a 6 km sud-ovest di McCordsville; il suo nome era Mount Comfort Airport fino a marzo del 2011.
L'aeroporto è stato categorizzato come "aeroporto per l'aviazione generale" dalla National Plan of Integrated Airport System.
La FAA ha assegnato all'aeroporto il codice MQJ mentre la IATA non gli ha assegnato alcun triletterale; per la IATA lo stesso codice MQJ è associato all'aeroporto di Moma a Chonuu, Russia.
L'aeroporto è sede dell'"Indianapolis Air show".

## Strutture e aeromobili
L'aeroporto copre un'area di circa 730 ettari ed ha un'elevazione di 264 m metri sul livello del mare. Ha due piste: 7/25 (1830 x 30 m) asfaltata e la 16/34 (1190 x 23 m).
Nel 2010 l'aeroporto ha gestito circa 47600 voli, con una media di 130 al giorno di cui: 84% Aviazione generale, 16% Aerotaxi. Nel gennaio 2017 si sono registrati 153 aeromobili basati nell'aeroporto, 129 muniti di monomotore a pistoni, 13 multi-motori, 9 jet, 1 elicottero e 1 aliante.